# Ракошино
Ра́кошино (укр. Ракошино) — село в Великолучковской сельской общине Мукачевского района Закарпатской области Украины.

## История
В июле 1995 года Кабинет министров Украины утвердил решение о приватизации находившегося здесь совхоза.
Население по переписи 2001 года составляло 3280 человек.